# Litsea pungens
Litsea pungens är en lagerväxtart som beskrevs av William Botting Hemsley. Litsea pungens ingår i släktet Litsea och familjen lagerväxter. Inga underarter finns listade i Catalogue of Life.